# Lythrypnus
Genre
Lythrypnus est un genre de poissons de la famille des Gobiidae.

## Espèces
Selon ITIS (17 déc. 2015) et World Register of Marine Species (17 déc. 2015) :
- Lythrypnus alphigena Bussing, 1990
- Lythrypnus brasiliensis Greenfield, 1988
- Lythrypnus cobalus Bussing, 1990
- Lythrypnus crocodilus (Beebe and Tee-Van, 1928)
- Lythrypnus dalli (Gilbert, 1890) -- gobie rouge à rayures bleues, gobie de catalina
- Lythrypnus elasson Böhlke and Robins, 1960
- Lythrypnus gilberti (Heller and Snodgrass, 1903)
- Lythrypnus heterochroma Ginsburg, 1939
- Lythrypnus insularis Bussing, 1990 --
- Lythrypnus lavenbergi Bussing, 1990
- Lythrypnus minimus Garzón and Acero P., 1988
- Lythrypnus mowbrayi (Bean, 1906)
- Lythrypnus nesiotes Böhlke and Robins, 1960
- Lythrypnus okapia Robins and Böhlke, 1964 --Gobie Okapi
- Lythrypnus phorellus Böhlke and Robins, 1960
- Lythrypnus pulchellus Ginsburg, 1938
- Lythrypnus rhizophora (Heller and Snodgrass, 1903)
- Lythrypnus solanensis Acero P., 1981
- Lythrypnus spilus Böhlke and Robins, 1960
- Lythrypnus zebra (Gilbert, 1890)